# Terebellides horikoshii
Terebellides horikoshii är en ringmaskart som beskrevs av Minoru Imajima och Susan Jean Williams 1985. Terebellides horikoshii ingår i släktet Terebellides och familjen Trichobranchidae. Inga underarter finns listade i Catalogue of Life.